# Horváth Tamás (labdarúgó, 1991)
Horváth Tamás (Kaposvár, 1991. április 29. –) magyar labdarúgó, középpályás.

## Pályafutása
Horváth Tamás labdarúgó pályafutását a Mézga FC utánpótláscsapatában kezdte 2003-ban. 2004-től már a Kaposvári Rákóczi FC utánpótláscsapataiban játszott.
2012-ben megkapta a Somogy Megyei Közgyűlés és a Somogy Megyei Sportszövetség választásán a május legjobb somogyi sportolója címet a felnőtt kategóriában.
Első mérkőzése az NB1-ben 2012. március 3-án volt, egy Videoton elleni idegenbeli mérkőzésen. A mérkőzésen a kezdőcsapatban kezdhette a játékot. A 70. percben lecserélték, helyére Tomáš Sedlák jött be a pályára. A mérkőzést a Videoton nyerte meg, 2–0 végeredménnyel.